# 三鷹市居酒屋副店長強盗殺人事件
三鷹市居酒屋副店長強盗殺人事件（みたかしいざかやふくてんちょうごうとうさつじんじけん）とは2005年11月に発生した殺人事件。
警視庁による正式名称は上連雀二丁目居酒屋チェーン副店長強盗殺人事件。

## 概要
2005年（平成17年）11月25日、東京都三鷹市の居酒屋副店長の男性（当時53歳）が自宅アパートで包丁で殺害される事件が発生した。被害者は真面目な性格であり、いつも定刻通りに出勤していたが、この日、全く連絡を寄せずに仕事を休んだ。そのため、身を案じた社員がアパートを訪れた所、殺害された副店長を発見した。
司法解剖の結果、死因は胸部を刃物で刺された出血性ショックと判明。室内には凶器として使用された包丁と被害者の財布が残されていたが、財布に入っていた現金が全て奪われていた。

## 捜査経過
警視庁刑事部捜査第一課は強盗殺人事件と断定して三鷹警察署に捜査本部を設置。同じアパートの住民が事件前日の24日午前1時から2時ごろにかけて、「『ドドドン』という大きな音で目覚めた。壁にぶつかる音や床を踏みつける音がした」などと話しており、捜査本部は被害者が同時刻に帰宅後殺害されたと見ている。また、事件数日前は勤め先の給料日で、警視庁は犯人が被害者の生活ぶりを熟知していた可能性もあるとみて交友関係を中心に捜査を開始した。
2005年（平成17年）12月14日、警視庁は被害者と同居をしていた無職の男（事件当時49歳）を殺人容疑で指名手配した。この男は定職に就かず、知り合いの家を転々とする生活を送り、3ヶ月前に知人であった被害者宅に転がり込み、被害者の収入を当てにして金をせびり続けるという怠惰な生活を送り続けていた元暴力団関係者であった。
警察は、男が仕事を終えて帰宅した被害者を台所にあった包丁を使って殺害し、現金を奪ってアパートから逃げ去ったと見て、犯人の容貌などを公開し、情報提供を呼びかけた。
2007年（平成19年）11月1日、警察庁の捜査特別報奨金制度対象事件となった。捜査特別報奨金制度が適用された後も東京23区と三鷹市などを走るタクシーに男の映像を後部座席モニターに流して情報提供を求めたが、男の足取りは掴めなかった。

## 被疑者死亡
2024年（令和6年）4月26日、被疑者の男が国内で死亡していたことがわかった。
2006年（平成18年）3月8日に石川県加賀市の山中で首を吊っている状態で発見された身元不明の遺体（死亡時期：2005年末から2006年2月下旬ごろ）のDNA型と指紋が、被疑者の男と一致したことにより特定された。同年6月4日、警視庁は男を被疑者死亡のまま殺人容疑で書類送検した。6月18日、東京地方検察庁立川支部は被疑者を不起訴処分とした。

## 指名手配犯
- 生年月日 - 1956年5月30日
- 身長 - 168センチ位
- 身体的特徴 - がっちり型、あばた顔、前歯が抜けている
- 出身地 - 沖縄県
- 備考 - 麻雀好き